# Luis Arribas Castro
Luis Arribas Castro (Barcelona, 14 de juliol de 1934 - 16 de febrer de 2006) fou un locutor radiofònic professional de la ràdio durant 37 anys, conegut popularment com a Don Pollo. Durant la seva trajectòria va treballar a diverses cadenes de ràdio. També participà en el programa La orquesta, de Televisió Espanyola.

## Trajectòria
Creador del popular programa "Europa Musical" (1964-69) a EAJ-15 Radio España de Barcelona, on va promocionar cantants com Françoise Hardy, Adamo, Tom Jones i Elvis Presley, va portar per primera vegada a Espanya el cantant i actor Frank Sinatra. Va impulsar grups com Los Sírex, Los Mustang o Los Brincos i va ser el principal promotor del Dúo Dinámico, presentant-los als concerts que organitzaven a Barcelona.
La seva popularitat com a periodista radiofònic va engrandir-se amb el programa "La ciudad es un millón de cosas" amb campanyes com "Qué bonita eres, Cataluña" o "Planta un árbol". El 2005 va rebre la Creu de Sant Jordi.